# カブラーム!
『カブラーム！』(英語:KaBLaM!)は、アメリカ合衆国のテレビアニメである。

## 概要
1996年10月11日から2000年1月22日にかけてニコロデオンで放送された。 
日本では、1998年11月20日のニコロデオン開局当初より放送され、2006年10月のチャンネルリニューアルを機に30分枠での放送を終了。以降2009年まで15分枠（司会パートを全てカットし、短編のみをまとめたフォーマット）で放送を続けていた。
司会（ホスト）のヘンリーとジューンの2人が登場する進行パートをメインとし、その合間に4〜8分程の短編作品が挟まる、オムニバス形式の番組構成となっている。短編作品には『アクションリーグ・ナウ！』『プロメテウスとボブ』といったレギュラー放送される作品、『ブラザーズ・ティキ』『アネミアとアイオダイン』など単発的または数回のみの放送に留まった作品があり、それぞれ2D、CG、人形、コンピューターグラフィックスなど様々な手法で制作されている。
レギュラー出演した声優の宮田幸季は、本作について「『兼ね役が出来るんだな』って自分の中で発見出来た作品でした。」と語っている。
なお、邦題の表記は『カブラーム！』だが本編においては『カブラム！』と呼称されている。

## 登場キャラクター（レギュラー／準レギュラー）
全シーズン放送された作品には★、特定シーズンにおいて連続的に放送された作品には●を付けた。

### ★司会パート
司会の2人が漫画のページをめくる、という設定で進行する。
ヘンリー（Henry）
声：Noah Segan/日本語吹替え：小出達也
『カブラーム！』の司会を務める緑髪の少年。真面目な性格で、番組の進行を巡ってジューンとは喧嘩する事もある。
ジューン（June）
声：Julia McIlvaine/日本語吹替え：米丘ゆり
『カブラーム！』の司会を務める青髪の少女。親友のヘンリーの事をからかうのが好き。
ナレーション
声：Bert Pence/日本語吹替え：山崎優

### ★アクションリーグ・ナウ！（Action League Now!）
本物のフィギュアを用いた実写作品。ヒーロー4人とチーフで結成されたアクションリーグの活躍を描く。
チーフ（The Chief）
声：Collin M. McGee,Victor Hart/日本語吹替え：遠近孝一
アクションリーグのチーフ。
フレッシュ（The Flesh）
声：Jim Krenn/日本語吹替え：山崎優
黄色い髪のお馬鹿なマッチョ。OPでは「思いっきり強く、思いっきり裸」と紹介されている。口癖は「痛ぁー！("Ouchies!","Oopsies!")」。
サンダーガール（Thundergirl）
声：Cris Winter/日本語吹替え：園崎未恵
飛行能力がある長髪のヒーローであり、チーム唯一の女性。OPでは「稲妻のように飛ぶ女」と紹介されている。好物はエビ。
スティンキー・ダイバー（Stinky Diver）
声：Jim Krenn/日本語吹替え：高塚正也
常にウエットスーツを着用している。OPでは「元海軍司令官で、態度も酷いが体臭も酷い」と紹介されている。トイレの便器に住んでいる為、前述の通り体臭が強い。
メルトマン (Meltman)
声：Scott Paulsen/日本語吹替え：宮田幸季
全身がドロドロに溶けたヒーロー。OPでは「彼の特技は溶ける事」と紹介されている。その紹介の通り溶ける以外に出来る事が無く、チームのお荷物のような杜撰な扱いを受ける事が多い。サンダーガールに恋をしている。
ナレーション
声：Scott Paulsen/日本語吹替え：石丸純

### ●スニーズとフォンデュ（Sniz & Fondue）
ルームシェアをしている2人の日常を描いたコメディ作品。Mike R. Brandon制作。
スニーズ(Sniz Bronkowski)
声：Rick Gomez/日本語吹替え：宮田幸季
緑色のモヒカン頭をしたフェレット。背はフォンデュよりも小さく、子どもっぽい性格。
フォンデュ(Squeaky Fondue)
声：Oscar RibaGomez/日本語吹替え：麻生智久
常に青いコック帽を被ったカワウソ。フォンデュの暴走には手を焼いているが、良い親友だと思っている。
パパ(Snuppa Doojers)
声：Meat Loaf/日本語吹替え：高塚正也
赤い服を着ているスニーズとフォンデュの父親。原語版では2人のルームメイトという設定。
ママ(Bianca Lo Bianca)
声：Monica Lee Gradischek/日本語吹替え：星河舞
ブロンド色の髪のスニーズとフォンデュの母親。原語版では2人のルームメイトで、パパとは付き合っているという設定。

### ★ルーピーといっしょ（Life with Loopy）
兄のラリーが語り部となり、妹のルーピーとのちょっと不思議な日常を描いたコマ撮り+パペット作品。
ルーピー（Loopy Cooper）
声：Danielle Judovits/日本語吹替え：百崎敦子→内藤愛美（27話以降）
好奇心旺盛なツインテールの女の子。月を捕まえたりソファの下の世界へ行ったり、不思議な出来事が起こっても動じずむしろ楽しんでいる。ラリーの事が大好き。
ラリー（Larry Cooper）
声：不明/日本語吹替え：本橋佳祐
ルーピーの兄。本作のナレーションを担当している。好奇心の塊であるルーピーには手を焼きつつも、数々のピンチから救っている。
パパ
声：不明/日本語吹替え：石丸純
ルーピーとラリーの父親。のんびりとした性格で大抵の事には動じないが、家に届く請求書を見ると激昂する。
ママ
声：不明/日本語吹替え：石川静
ルーピーとラリーの母親。実は秘密諜報員の仕事をやっている。

### ★プロメテウスとボブ（Prometheus and Bob）
宇宙人のプロメテウスが原始人のボブを教育しているところを撮影した、という設定のコマ撮りアニメーション。冒頭のナレーションとエピソードタイトル読み上げ（日本語吹き替え:遠近孝一）以外、言葉と言える台詞は無い。
プロメテウス
原始人を教育するべく、90万年前の地球へやってきた紫色の宇宙人。
ボブ
90万年前の地球に住む原始人。他の原始人と比べ知能が低く、その行動が毎回大惨事を引き起こす。
猿
90万年前の地球に住む猿。イタズラ好きだがボブよりも知能が高く、プロメテウスの悩みの種でもある。

## 登場キャラクター（その他）

### オフビーツ隊（The Off-Beats）
変わり者の4人+1匹の日常を描くアニメーション作品。『カブラーム！』以外にニコロデオンのCMの枠でも放送されていた。
ベティ・アン・ボンゴ（Betty Anne Bongo）
声：Mischa Barton/日本語吹替え：小川奈津希
眼鏡をかけたオフビーツ隊のリーダー。ボンゴを叩くのが好きで、いつも「私はベティ・アン・ボンゴ！歌が大好きなの！タンタン、こうよ、ボンゴ！（My name is Betty Anne Bongo, I sing this little song-O, I sing it all day long-O!）」という歌を歌っている。
トミー（Tommy）
声：Mark Wagner/日本語吹替え：太田和渡
帽子を被ってチェック柄のコートを着た少年。時々癇癪を起こし、自身も驚いてしまう程の大声で発言する。
ラプンゼル（Repunzil）
声：Trisha Hedgecock/日本語吹替え：今関愛美
長い髪が特徴的な動物好きの少女。メンバーの中で一番性格も行動も幼い。
オーガスト（August）
声：Dylan Roberts/日本語吹替え：香川祐太朗
眼鏡をかけた発明好きの少年。セプテンバーという名前の犬を飼っている。
セプテンバー（September）
声：Mo Willems/日本語吹替え：羽柴秀矢
オーガストの飼い犬兼親友。メンバーの中で一番大人びた性格をしており、皮肉屋でもある。原語版での声は『オフビーツ隊』の原作者Mo Willems。
グルーさん（Grubby Groo）
声：Mo Willems/日本語吹替え：清川元夢
作中に登場する唯一の大人。原語版での声は原作者Mo Willems。
人気者（The Populars）
ティナ／Tina（英:Kathleen Fasolino／日:米丘ゆり）、ベス／Beth（英:Tara Ketterer／日:清野優美）、ビリー／Billy（英:Jimmy McQuaid／日:太田朋洋）などの6人組。その名とは裏腹にいじめっ子の集団であり、大人には良い顔をして媚びを売っている。